# Hanns-Martin Schreiber
Hanns-Martin Schreiber (* 17. November 1954 in Schwerin) ist ein deutscher Pianist und Kammermusiker und emeritierter Professor der Hochschule für Musik und Theater „Felix Mendelssohn Bartholdy“ Leipzig.

## Leben
Schreiber wuchs in einem Pfarrhaushalt in Wernigerode auf.  Im Alter von 16 Jahren begann er neben seinem Abitur ein Klavierstudium bei Ruth Benkstein und Gerhard Erber an der Hochschule für Musik „Felix Mendelssohn Bartholdy“ in Leipzig. Er belegte Meisterkurse bei Günter Kootz, Hélène Boschi und Peter Rösel. Nach Abschluss des Studiums wurde er Musikschullehrer im Fach Klavier an der Musikschule Wurzen/Grimma. Zudem arbeitete er im Lehrauftrag für Instrumentalbegleitung an der Leipziger Musikhochschule. Als Pianist und Kammermusiker trat er u. a. im Schauspielhaus Berlin, in der Semperoper Dresden und im Gewandhaus auf.
Im Jahr 1993 wurde er zum Professor für Klavierkammermusik und Instrumentale Korrepetition an die Hochschule für Musik und Theater „Felix Mendelssohn Bartholdy“ Leipzig berufen. Hier widmete er sich neben dem Hauptfachstudium Kammermusik insbesondere auch der Nachwuchsförderung für Jungstudierende und leitete die Nachwuchsförderklasse der Hochschule von 1999 bis 2003. In den Jahren 2001 bis 2006 war er Vorsitzender des Beirates der Musikschule „Johann Sebastian Bach“ in Leipzig. In den Amtszeiten des Rektors Robert Ehrlich war er von 2006 bis 2010 Prorektor für Lehre und Studium sowie 2010 bis 2016 Prorektor für Künstlerische Praxis. Er initiierte mehrere Konzertreihen an der Leipziger Hochschule, u. a. mit dem Gesamtwerk Beethoven’scher Klavierkammermusik (2006–2007), dem Gesamtwerk der Kammermusik Brahms’ („Kennen Sie Brahms“, 2008) sowie im Reger-Jubiläumsjahr 2016 in Zusammenarbeit mit der Stadt Leipzig die Konzertreihe „Kennen Sie Reger“. Außerdem hat Schreiber zusammen mit seinem Bremer Kollegen Kurt Seibert seit 2008 das jährlich stattfindende „Max-Reger-Forum“ veranstaltet. Er initiierte die Europäische Kammermusik Akademie Leipzig (EKAL) und war 2019 ihr Direktor.
Schreiber ist Juror bei internationalen und nationalen Wettbewerben und gab verschiedene Meisterkurse. Zu seinen Schülern gehören u. a. Nora Bartosik, Viktor Hartobanu, Annemarie Herfurth, Anja Kleinmichel, Anna Christiane Neumann, Oriol Plans Casal, Andreas Reuter, Tomoko Takeshita, Andriy Tsygichko und Markus Zugehör.
Im Jahr 2021 arbeitete Schreiber als Sachverständiger im Wissenschaftsrat.
Schreiber ist Mitglied im Vorstand der Grieg-Begegnungsstätte Leipzig, im Vorstand der Gesellschaft der Freunde des Gewandhauses und seit 2019 Vorstandsvorsitzender der Vereinigung der Freunde des Bach-Archivs Leipzig.
Schreiber engagierte sich 1997 bis 2018 ehrenamtlich in verschiedenen Gremien des Deutschen Evangelischen Kirchentages, u. a. in der Projektleitung Markt der Möglichkeiten und dem Ständigen Ausschuss Kirchenmusik, in der Präsidialversammlung sowie als Vorsitzender der Arbeitsgruppe Kulturelle Veranstaltungen beim Kirchentag auf dem Weg in Leipzig zum Reformationsjubiläum 2017 [14]. Ebenso ist er seit 1998 Mitglied im Landesausschuss Kongress und Kirchentag Sachsen, zeitweilig auch im Geschäftsführenden Vorstand.